# 艾博伊和宫
艾博伊和宫，位于内蒙古自治区呼和浩特市，是一家国际化餐饮企业。

## 简介
艾博伊和宫国际美食餐饮王国是内蒙古自治区第一家国际化餐饮广场，于2012年7月底正式开业。该广场引进世界各国美食，主要面向高级商务人士以及婚礼人群。
艾博伊和宫位于青城伊斯兰风情街和蒙元风情街交汇处的清真大寺广场东侧。